# Tempest Storm
Tempest Storm, rozená Annie Blanche Banks (29. února 1928, Eastman, Georgia – 21. dubna 2021, Las Vegas, Nevada), byla americká tanečnice, hvězda burlesky, striptérka a filmová herečka.

## Život

### Mládí
Jako malá utekla z domova, protože byla v dětství byla zneužívána. Ve svých 20 letech byla již dvakrát vdaná a rozvedená. Chtěla se se svou postavou, velkými přírodními ňadry a "magickou" osobností prorazit do Hollywoodu. Profesionálně debutovala v El Rey Theater v Oaklandu v Kalifornii. V roce 1950 přijala pseudonym Tempest Storm, právně si jméno nechala změnit v roce 1957.

### Kariéra
Tempest dlouhá léta vystupovala jak na scéně divadla v Oaklandu, tak i v jiných klubech ve Spojených státech, včetně Las Vegas. Byla známá díky svým výrazným tělesným proporcím a zrzavým vlasům. Vystupovala v mnoha časopisech a burleskních filmech, jako např. French Peep Show (1950) od Russe Meyera, Paris After Midnight (1951), Striptease Girl (1952) a Teaserama (1955) od Irvinga Klawa ad. Během své kariéry dosti cestovala, vystupovala mnohokrát v Las Vegas a Renu. V roce 1950 si nechala svá prsa, neboli „moneymakers“, jak jim sama říkala, pojistit u Lloyds of London na jeden milion dolarů.
Během své kariéry měla vztah s Johnem F. Kennedym, Elvisem Presleym, Sammy Davisem jr. a Vicem Damonem.

### Odchod do důchodu a současný život
Spolu se spisovatelem Billem Boydem vydala knihu s názvem Tempest Storm: Žena je vamp, ve které popisuje svůj životní příběh. Tempest oficiálně odešla do důchodu v roce 1995 ve věku 67 let. I poté stále přijímala žádosti o rozhovory o svém životě.
V roce 1999 se svlékla v sanfranciském klubu O'Farrell Theatre k jeho 30. výročí. Starosta Willie Brown na její počest vyhlásil „Den Tempest Storm“. Tempest byla čtyřikrát vdaná, měla jednu dceru z posledního manželství se zpěvákem a westernovým hercem Herbem Jeffriesem, s nímž se nakonec rozvedla. Konec života strávila v Las Vegas.